# Những đứa con của thuyền trưởng Grant
Những đứa con của thuyền trưởng Grant (tiếng Pháp: Les Enfants du capitaine Grant) là một tiểu thuyết tiếng Pháp của Jules Verne xuất bản năm 1867. Lần đầu xuất bản bởi Hetzei có một số hình minh họa của Édouard Riou. Tái bản năm 1876 bởi George Routledge & Sons gồm 3 tập Nam Mỹ, Úc và New Zealand. Cuốn tiểu thuyết kể về hành trình của Công tước xứ Scotland Glenarvan cùng vợ, thủy thủ đoàn và 2 con của thuyền trưởng Grant trong hành trình tìm kiếm người thuyền trưởng ấy

## Nội dung
Năm 1864, công tước Scotland là ngài Glenarvan và vợ cùng thủy thủy đoàn trong 1 chuyến du hành trên biển bằng con tàu Duncan của mình đã vô tình phát hiện 1 chiếc chai thủy tinh trong bụng một con cá mập và thấy có 3 bức thư cùng nội dung nhưng viết bằng 3 thứ tiếng, Anh, Pháp và Đức, tuy nhiên đã bị hư hại và họ phải xâu chuỗi lượng thông tin ít ỏi trên các bức thư để phán đoán nội dung và đoán ra đó là một bức thư cầu cứu của một vị  thuyền trưởng tên Grant cùng 2 thủy thủ đã mất tích khoảng 2 năm trước đó cùng tàu Britannia.
Sau khi trở lại đất liền ngài Glenarvan đến cục Hải quân hoàng gia Anh yêu cầu giúp đỡ tìm kiếm. Trong thời gian ông không có ở nhà, 2 con của thuyền trưởng Grant đã đến dinh thự nhà Glenarvan để gặp vợ ông vì họ đã nghe về phát hiện ấy. Công tước Glenarvan thất vọng trở về vì Hải quân hoàng gia Anh không đồng ý giúp tìm kiếm. Phu nhân Glenarvan đã đề xuất họ sẽ tự đi tìm. Vậy là vợ chồng công tước, thủy thủy đoàn và 2 con của thuyền trưởng Grant lên đường, đích đến là khu vực 37 độ 11 phút vĩ độ Nam ở Nam Mỹ do những thông tin họ phán đoán dựa trên 3 bức thư.
Khi tàu đã rời bến thì cả tàu mới phát hiện ra trên tàu còn có một nhà địa lý tên Jacques Paganel đã lên nhầm tàu, sau khi biết về mục đích chuyến đi, ông đã đồng ý cùng ở lại và tham gia hành trình. Đến Nam Mỹ, một nhóm thủy thủ do công tước Glenarvan dẫn đầu quyết định băng qua lục địa Nam Mỹ dọc theo vĩ tuyến 37 bằng đường bộ để tìm kiếm còn tàu Duncan sẽ đi vòng và đợi sẵn phía bên kia đại dương.

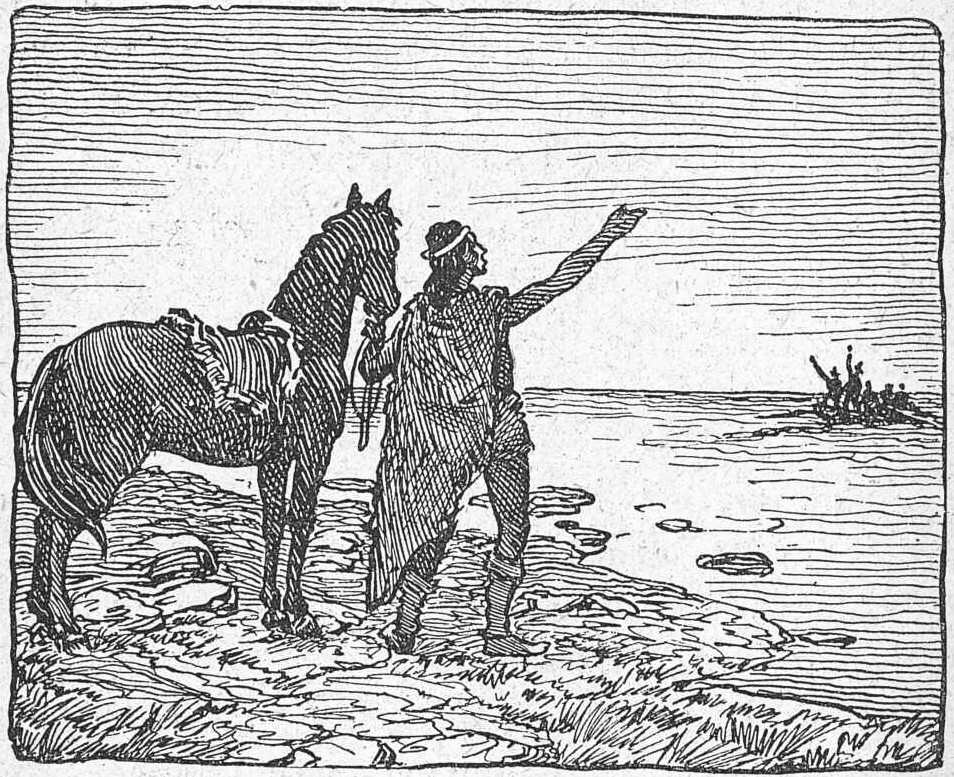
Nhóm thám hiểm chào tạm biệt người thổ dân châu Mĩ đã giúp đỡ họ trên chuyến thám hiểm băng ngang Nam Mĩ

Cuộc hành trình đi ngang lục địa Nam Mỹ không thu được kết quả, Jacques Paganel đã đưa ra giải thích mới là địa điểm tàu gặp nạn và thuyền trưởng Grant lưu lạc là ở lục địa châu Úc, đoàn tàu lại hướng đến vĩ độ 37 cắt qua châu Úc. Tại Úc, họ gặp một người tự xưng Ayrton và là hoa tiêu trên tàu Britannia của thuyền trưởng Grant nhưng đã bị nạn và trôi dạt khỏi tàu trước khi nó vỡ. Người này đề nghị dẫn họ đi băng qua lục địa đến Towfoldbay gần nơi con thuyền gặp nạn còn tàu Duncan thì sẽ đi sửa chữa và khi được lệnh sẽ đi đến hội ngộ cùng đoàn thám hiểm sau. Tuy nhiên trong chuyến đi, xảy ra nhiều sự cố bất thường, dần dần đoàn thám hiểm mới phát hiện ra Ayrton thực sự là tên cầm đầu một băng nhóm tội phạm. Công tước Glenarvan trong lúc bị thương đã nhờ nhà địa lý Jacques Paganel thay mình viết thư ra lệnh cho tàu Duncan và cử một thành viên trong đoàn đưa thư lệnh cho tàu Duncan khởi hành đến Twofoldbay. Tuy nhiên Ayrton và băng đảng đã tập kích và cướp bức thư từ người được cử đưa tin. Đoàn thám hiểm phải cố gắng đến Twofoldbay nhưng không thấy tàu Duncan đâu, cả đoàn đoán chắn rằng Duncan đã bị Ayrton và băng đảng cướp mất và thủy thủ đoàn đã bị sát hại.

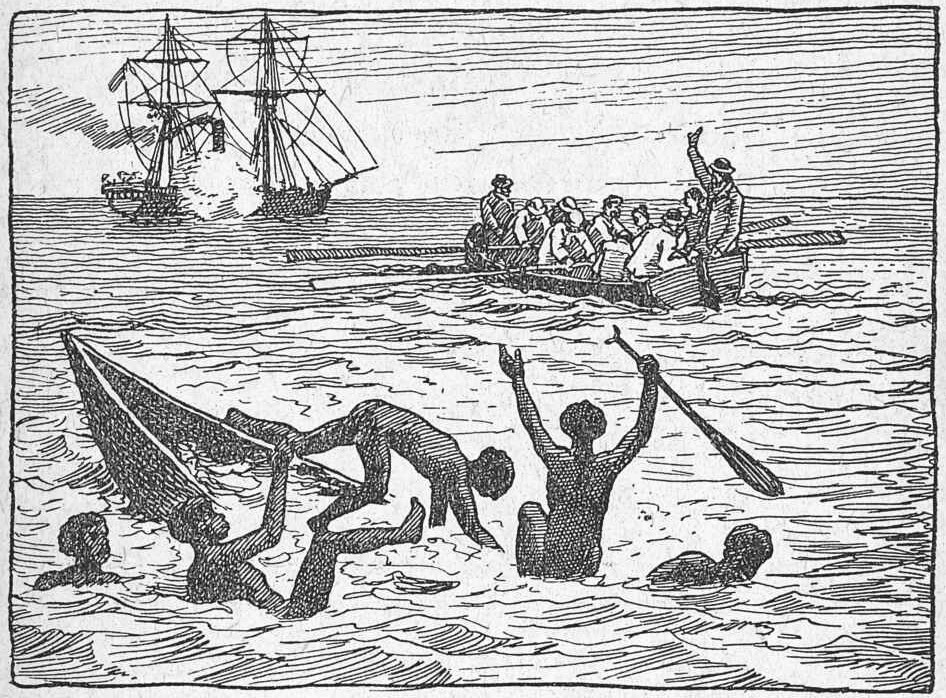
Nhóm thám hiểm được tàu Duncan giải cứu khỏi sự truy đuổi của những người thổ dân Maori

Đoàn thám hiểm đành bắt tàu đến Auckland, New Zealand và dự định từ đó sẽ bắt tàu về lại Anh nhưng một lần nữa họ lọt vào tay một bộ lạc Maori bản địa và phải đối mặt với nguy cơ bị xử tử nhưng đã may mắn trốn thoát. Khi họ trốn đến bờ biển thì bị một số người thổ dân truy đuổi, may mắn và bất ngờ là tàu Duncan lại xuất hiện và đón họ. Lúc này mọi người mới biết, trong lúc nhà địa lý Jacques Paganel viết thư thay cho công tước Glenarvan, ông đang suy nghĩ về khả năng khác đó là thuyền trưởng Grant có thể thực sự bị lâm nạn ở New Zealand nên đã vô tình viết nhầm địa điểm hẹn gặp, nhờ vậy mà cả đoàn may mắn thoát hiểm.
Về tên Ayrton, khi hắn mang thư lên tàu Duncan mới biết địa điểm hẹn gặp không đúng với địa điểm hắn đã hẹn đồng bọn cùng đánh cướp tàu Duncan, hắn đã xúi giục thủy thủ nổi loạn tuy nhiên đã bị bắt giam. Lúc này hắn bị lôi ra thẩm vấn. Hắn đã ra điều kiện sẽ cung cấp thông tin nếu như mình không bị giao cho quân chính phủ xử tử mà hãy để hắn trên một hoang đảo biệt lập. Đề nghị của hắn đã được đồng ý nhưng những thông tin hắn cung cấp không giúp ích nhiều. Hắn thực sự có đi trên tàu Britannia nhưng đã phạm tội và bị thuyền trưởng Grant trừng phạt bằng cách bỏ lại trên bờ biển lục địa châu Úc 2 tháng trước khi tàu sự cố nên hắn cũng hoàn toàn không biết những chuyện về sau.
Những người trên tàu định bỏ hắn lại đảo Tabor, một hòn đảo hoang vắng trên Thái Bình Dương. Khi tới đây, họ vô tình phát hiện ra thuyền trưởng Grant cùng hai thủy thủ mất tích. Họ để lại cho Ayrton những đồ đạc nhà cửa mà mình từng sống rồi tàu Duncan quay trở về.
Trong tác phẩm L'Île mystérieuse (1874), Ayrton ở trên đảo Tabor 12 năm thì được đội những người lưu lạc trên đảo Lincoln đến cứu giúp đưa về đảo, sau đó tàu Duncan quay trở lại đón Ayrton và cứu thoát cả những người trên đảo Lincoln này.

## Chuyển thể
- 1877: Los sobrinos del capitán Grant (Cháu của thuyền trưởng Grant), vở kịch zarzuela 3 chương tiếng Tây Ban Nha của Manuel Fernández Caballero, Miguel Ramos Carrión.
- 1914: Les enfants du capitaine Grant, phim không tiếng của Victorin-Hippolyte Jasset của Pháp
- 1936: The Children of Captain Grant (Дети капитана Гранта, Deti kapitana Granta), phim của Liên-xô, đạo diễn bởi Vladimir Vajnshtok có sự tham gia của Nikolai Cherkasov, Isaak Dunayevsky. Phim được ra mắt tại Mỹ với tên gọi Captain Grant's Children. (see Deti kapitana Granta trên Internet Movie Database).
- 1962: In Search of the Castaways, phim Mỹ, đạo diễn bởi Robert Stevenson có sự tham gia của Maurice Chevalier, Hayley Mills, George Sanders. Nhạc phim củaSherman Brothers bao gồm: "Castaway", "Enjoy It!", "Let's Climb", "Merci Beaucoup". (Xem thêm In Search of the Castaways trên Internet Movie Database).
- 1985: In Search of Captain Grant (В поисках капитана Гранта, V poiskakh kapitana Granta, Децата на капитан Грант), Series truyền hình của Bulgaria và Liên Xô, đạo diễn bởi Stanislav Govorukhin có sự tham gia của Nikolai Yeryomenko, Jr., Lembit Ulfsak, Aleksandr Abdulov, Kosta Tsonev, và Anya Pencheva.[1]

## Bản đồ
|  |  |  |

3 bản đổ thể hiện cuộc hành trình của tàu Duncan ở Argentina,                    Chile, Australia and New Zealand.